# Dorsel
Dorsel là một đô thị thuộc huyện Ahrweiler, bang Rheinland-Pfalz, phía tây nước Đức. Đô thị Dorsel có diện tích 7,2 km², dân số thời điểm ngày 31 tháng 12 năm 2006 là 204 người.